# 卡梅伦·柯蒂斯
卡梅伦·柯蒂斯（英語：Cameron Curtis，1971年—），澳大利亚男子草地滚球运动员。他曾代表澳大利亚参加1994年英联邦运动会草地滚球比赛，获得男子双人金牌。